# Zjenotdel

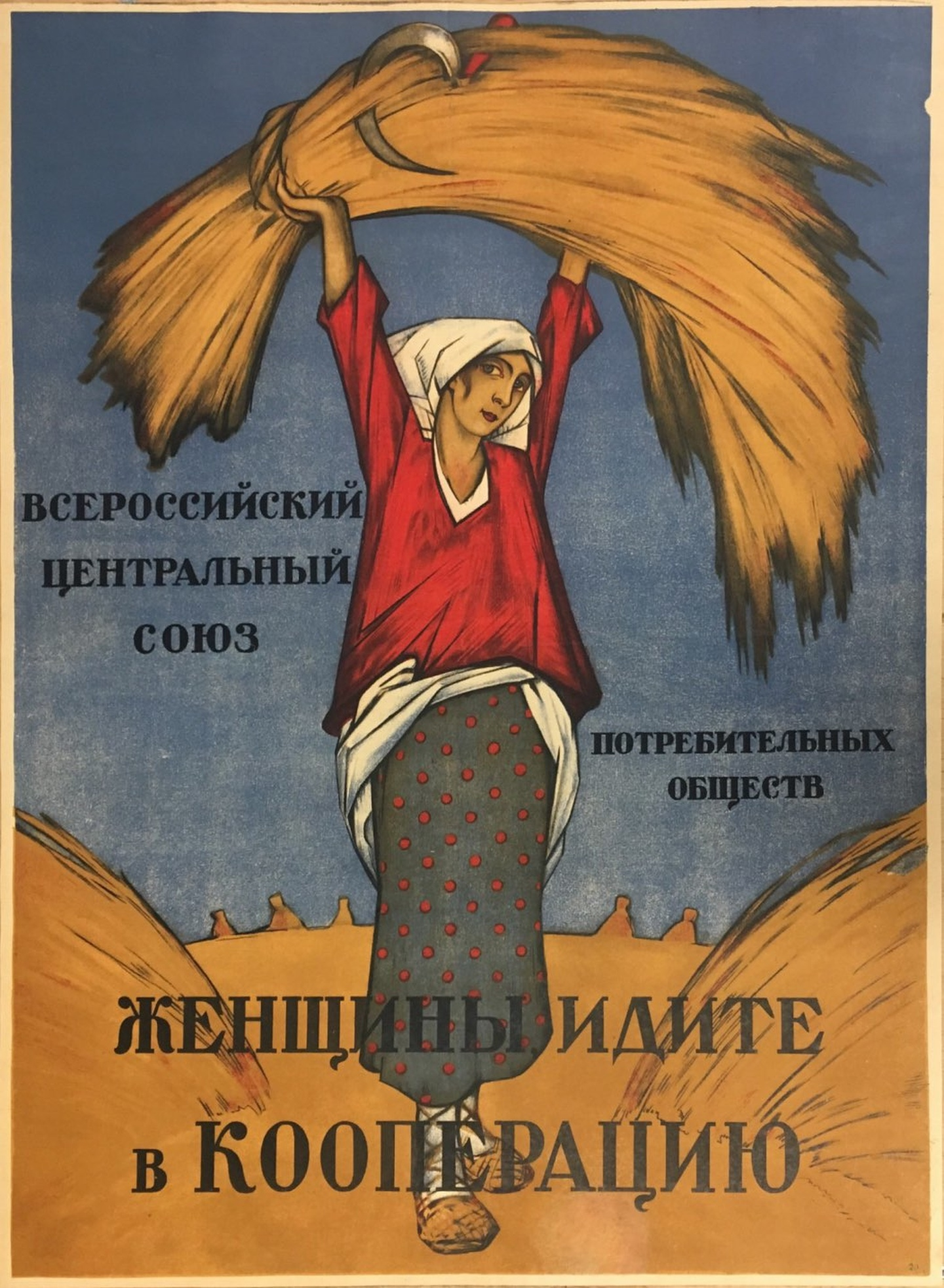
Kvinnor, gå med i kooperativ (1918)

Zjenotdel (ryska: Женотдел) var en statlig riksorganisation för kvinnors rättigheter i Sovjetryssland, grundad 1919.

## Historik
Dess syfte var ideologisk mobilisering av kvinnor, samt genomförande av partiets policy om kvinnors rättigheter. Kommunistpartiet hade efter sitt maktövertagande infört en politik för total legal jämlikhet mellan män och kvinnor, och Zjenotdel hade i uppgift att genomföra denna reform i praktiken i det ryska samhället. Det var bland annat Zjenotdel som i november 1920 övertalade partiet att införa fri abort. 
I Sovjetunionen blev den, i det statsbärande kommunistiska partiets centralkommitté, en sektion för politiken kring kvinnors rättigheter. 
Denna fungerade genom lokalföreningar i de olika sovjetrepublikerna, där dessa hade samma uppgifter, anpassade efter de lokala förhållandena: i vissa sovjetrepubliker fanns en befintlig kvinnoförening som inkorporerades i Zjenotdel, och i andra bildades istället en lokal motsvarighet till Zjenotdel från början. Det var Zjenotdel som genomförde hujum i de centralasiatiska sovjetrepublikerna.
Den utgav tidningen Kommunistka.
Zjenotdel upplöstes 1930, då den officiella hållningen var att jämställdhet hade uppnåtts i Sovjetunionen och att föreningen därför inte längre var nödvändig. Samtidigt avvecklades därför även de olika sovjetrepublikernas lokala motsvarigheter.
År 1941 grundades istället Sovjetiska kvinnors antifascistiska kommitté för att föra vidare framgången med denna jämställdhetsmodell internationellt. Den tog 1945 initiativ till grundandet av det internationella Kvinnornas Demokratiska Världsförbund, som hade avdelningar i andra länder, och bildade 1958 Zhensovety, som kom att ersätta Zjenotdel i sovjetrepublikerna.

## Ordförande i Zjenotdel
- Inessa Armand (1918–1920)
- Aleksandra Kollontaj (1920–1922)
- Sofia Smidovitj (1922–1924)
- Klavdija Nikolajeva (1924–1926)
- Aleksandra Artiuchina (1926–1930)